# إيكاترينا ماكاروفا
إيكاترينا ماكاروفا (بالروسية: Екатерина Макарова) (مواليد 7 يونيو 1988 في موسكو في الاتحاد السوفيتي). هي لاعبة كرة مضرب روسية محترفة تلعب باليد اليسرى بدأت مسيرتها كمحترفة في أكتوبر 2004 وأعلى تصنيف وصلت إليه في منافسات فردي السيدات كانت المرتبة رقم. 11 في (20 أكتوبر 2014)، وفي منافسات زوجي السيدات كانت المرتبة رقم. 4 في (8 يوليو 2013) حسب تصنيف رابطة محترفات كرة المضرب.
فازت ماكاروفا في ثلاث بطولات جراند سلام، منها بطولتين في منافسات زوجي السيدات في دورة فرنسا المفتوحة 2013 وأمريكا المفتوحة 2014 مع شريكتها الروسية إيلينا فيسنينا، كما فازت ببطولة في منافسات الزوجي المختلط هي بطولة أمريكا المفتوحة 2012 مع البرازيلي برونو سواريز.

## نهائيات الجراند سلام

### زوجي السيدات: 3 (2–1)
| اللقب | السنة | البطولة           | السطح | الشريك         | الخصوم                       | النتيجة       |
| ----- | ----- | ----------------- | ----- | -------------- | ---------------------------- | ------------- |
| بطلة  | 2013  | فرنسا المفتوحة    | ترابي | إيلينا فيسنينا | ساره إيراني روبيرتا فينسي    | 7–5, 6–2      |
| وصيفة | 2014  | أستراليا المفتوحة | صلب   | إيلينا فيسنينا | ساره إيراني روبيرتا فينسي    | 4–6, 6–3, 5–7 |
| بطلة  | 2014  | أمريكا المفتوحة   | صلب   | إيلينا فيسنينا | مارتينا هينجيز فلافيا بينيتا | 2–6, 6–3, 6–2 |

### الزوجي المختلط: 2 (1–1)
| اللقب | السنة | البطولة           | السطح | الشريك          | الخصوم                       | النتيجة                 |
| ----- | ----- | ----------------- | ----- | --------------- | ---------------------------- | ----------------------- |
| وصيفة | 2010  | أستراليا المفتوحة | صلب   | ياروسلاف فينسكي | كارا بلاك ليندر بايس         | 5–7, 3–6                |
| بطلة  | 2012  | أمريكا المفتوحة   | صلب   | برونو سواريز    | كفيتا بيشكه مارسين ماتكوفسكي | 6–7(8–10), 6–1, [12–10] |

## روابط خارجية
- إيكاترينا ماكاروفا على موقع رابطة محترفات التنس (الإنجليزية)
- إيكاترينا ماكاروفا على موقع الاتحاد الدولي لكرة المضرب (الإنجليزية)
- إيكاترينا ماكاروفا على موقع كأس بيلي جين كينغ (الإنجليزية)
- إيكاترينا ماكاروفا على موقع خلاصة التنس.كوم (الإنجليزية)
- إيكاترينا ماكاروفا على موقع أوليمبيديا (الإنجليزية)